# Naiades

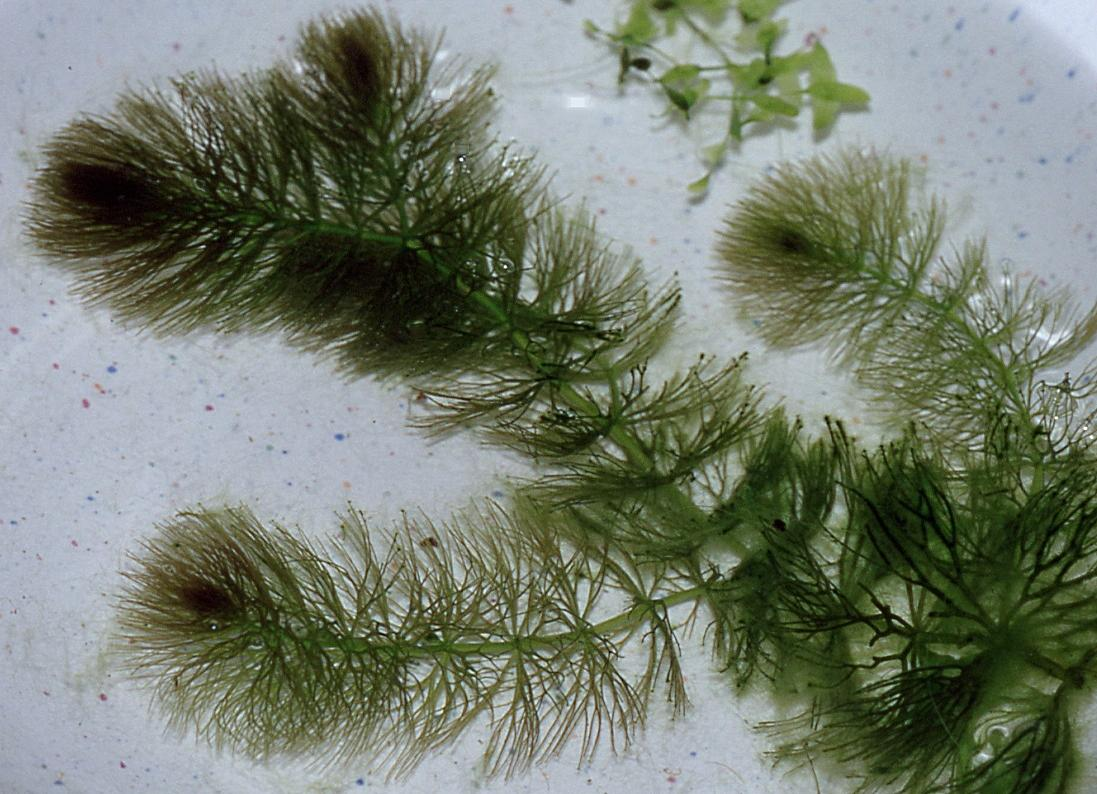
Ceratophyllum

Naiades, na classificação taxonômica de Jussieu (1789), é uma ordem botânica da classe Acotyledones, com os seguintes gêneros:
- Hippuris, Chara, Ceratophyllum, Myriophyllum, Naias, Saururus, Aponogeton, Potamogeton, Ruppia, Zanichellia, Callitriche, Lenticula.